# Bengálský oheň
Bengálský oheň je druh pyrotechnické směsi. V závislosti na dodané příměsi má zapálená směs různé barvy.

## Chemický pohled
Bengálský oheň byl do Evropy dovezen anglickými námořníky v původní podobě.[kdy?] Hlavními složkami explozivní směsi byly KNO3 (dusičnan draselný), S (síra) a tzv. surma (Sb2S3). V Evropě byla směs později ještě doplněna o tzv. realgar (rudní prach, As4S4). Ten později nahradil složitější surmu. Tato směs byla používána u koloniálních námořních jednotek Spojeného království.

## Současné použití
V současnosti není Bengálský oheň využíván vojensky, ale jen civilně. Suroviny k jeho výrobě lze relativně snadno sehnat a díky známému receptu jej lze snadno i vyrobit. Civilní využití je známé, využívá se k přípravě pyrotechnických efektů a ohňostrojům.

## Barva ohně
Barvu ohně ovlivňují pouze příměsi, které jsou do směsi vmíseny. Nejčastěji to jsou sloučeniny halogenů nebo prvků 1a skupiny periodické tabulky, tedy alkalické kovy, které jsou velmi reaktivní.
- Zabarvení do zelena – oheň se zbarví do jasně zeleného odstínu použitím barnatých iontů (Ba).
- Zabarvení do červených odstínů – plamen se zbarví do temně rudé při použití sloučenin lithia (Li), pro jasně červený karmínový plamen je nutné použít slitiny stroncia (Sr).
- Zabarvení do oranžových odstínů – pro plamen cihlové až jasně oranžové barvy je třeba použít směs vápníku (Ca).
- Zabarvení ohně do modra – pro temně modrý až středně modrý nádech plamene slouží sloučeniny mědi (Cu), pro světlejší modrý nádech plamene sloučeniny rtuti (Hg).
- Zabarvení ohně do žluta – při použití sloučenin sodíku (Na).

## Odbarvení ohně
Občas je potřebné oheň zbavit přírodních barev nebo jej zvýraznit. Toho lze docílit menší úpravou směsi, kdy se dusičnan draselný se sírou ponechají a místo surmy nebo realgaru se doplní sulfid kademnatý (CdS), k němuž se přidá uhlík (v běžné praxi stačí antracit nebo uhlí). Během reakce bude plamen zářivě bílý, s jemně modrými okraji.
Jiné technologie barvení plamene jsou již zastaralé a používají se jen jako náhradní za metodicky osvědčené jednosložkové příměsi. Jiné jsou zase příliš nákladné na surovinovou přípravu nebo jsou i životu nebezpečné.